# 折倉俊則
折倉 俊則（おりくら としのり）は、日本のソングライター、編曲家、ギタリスト。

## 概要
クラシック演奏家の両親から家庭教育を受け、中学生でバンド活動を始める。高校生でインディーズバンドに結成からギターで参加し、高校卒業時に脱退するまでほぼ全ての作編曲を担当。
専門学校入学と同時に同人などの作曲活動を開始し、現在も同人・商業問わず活動中。

## 活動

### I.L.C -Image Leaf Craft-
- 愛人音〜AIREN SOUND〜（2014/04/27）特記以外全作詞・作曲：折倉俊則

1. ある春の日、君と帰る -Introduction-（Instrumental）
2. AIREN　 歌/坂本美里
3. 僕と死神　歌/坂本美里
4. いたいのとんでけ　歌/坂本美里
5. あいのロック　作詞・歌/民安ともえ
6. 人と世界の終着　歌/坂本美里
7. ある春の日、君へ帰る -Happybirthday to you-　歌/坂本美里

- KIREIless C.A.（2013年10月27日）　全作詞・作曲：折倉俊則　歌/遊女

1. KIREI plus insanity
2. OverBeauty
3. Erazer
4. 水槽
5. 多年草色マリオネット
6. 零℃の真実
7. Imperfect Expected
8. I.C.S.C
9. オレンジ

- ラムネ星、みつけた。（2012年10月28日）　全作詞・作曲/折倉俊則

1. 空に影　歌/瀧沢一留
2. どこか遠くの　歌/瀧沢一留
3. 25センチ　歌/吉河順央
4. 180秒の静止　歌/くにい
5. 独りは嫌　歌/くにい
6. 信じてもいい綺麗事　歌/瀧沢一留
7. 蛍光の夜に　歌/くにい
8. シグナル　歌/瀧沢一留
9. Message -Introduction-
10. 光の跡　歌/吉河順央

- 枯れない花（2012年4月30日）　作詞・作曲：折倉俊則

1. 10年前からの手紙語り　歌/結月そら
2. キミのせい　歌/遊女
3. 自由な孤独歌　歌/南条あきら
4. 僕はサヨナラ　歌/紺野聖
5. サイレント　歌/遊女
6. 望遠ファシスネイト　歌/悠花
7. 夢遊病　歌/南条あきら
8. Little Call　歌/悠花

- パラレルライフ（2010年5月5日）　作詞・作曲：折倉俊則

1. 烏　歌：紺野聖
2. 心想現象　歌：中恵光城
3. 犠牲者　歌：真理絵
4. 歪な雪　歌：坂上なち
5. 紫陽花　歌：yuiko
6. サヨナラ　歌：真理絵
7. カウントダウン　歌：紺野聖
8. 蛍　歌：yuiko

## 提供した主な楽曲

### ゲーム
2014年
- 雨恋（Noesis）

音楽制作
OPテーマ曲『if』（作詞・作曲）ボーカル：KAKO♪
EDテーマ曲『背景は雨のままで』（作詞・作曲）ボーカル：Aya Sueki
2013年
- 赤さんと吸血鬼。（ALcotハニカム）

音楽制作
OPテーマ『Baby』（作詞・作曲・編曲）ボーカル：AiRI
EDテーマ『One Scene』（作詞・作曲・編曲）ボーカル：AiRI
- ラブesエム（Noesis）

音楽制作
主題歌『Mask』（作詞・作曲）ボーカル：Aya Sueki
2011年
- フリフレ2（Noesis）

音楽制作
OPテーマ『甘くも無い罠』（作詞・作曲）ボーカル：優稀澪
EDテーマ『もう少し』（作詞・作曲）ボーカル：Aya Sueki
- CURE GIRL（Noesis）

音楽制作
OPテーマ『I.P.』（作詞・作曲）ボーカル：Aya Sueki
挿入歌『ノイズ』（作詞・作曲）ボーカル：真理絵
2009年
- フリフレ（Noesis）

音楽制作
- サディスティックりとる（team it’s みんと）

音楽制作
- ガチ乙女クインテット（桃色劇場）

音楽制作
2008年
- マーブル★ブルマ（Noesis）

音楽制作
- オトメクライシス（戯画）

音楽制作
- 孕ませて青龍君! 〜仁義なき女...（LiLiTH）

音楽制作
2007年
- Aster （RusK）

音楽制作
OPテーマ『二つめの空』（作詞・作曲）ボーカル：UR@N
EDテーマ『夢を見る夢。』（作詞・作曲）ボーカル：Rita
- うちの妹のばあい 純愛版（イージーオー）

音楽制作
主題歌『like my heart』（作詞・作曲）ボーカル：結月そら
- お祓いお姉さん! 〜弟を誘惑し... （LiLiTH）

2006年
- Triptych （ALcot）

音楽制作
マヤテーマソング『月と夢』（作詞・作曲・編曲）ボーカル：kaya
ミウテーマソング『Emerald』（作詞・作曲・編曲）ボーカル：結月そら
カレンテーマソング『Withers』（作詞・作曲・編曲）ボーカル：kaya
- おたく☆まっしぐら（銀時計）

音楽制作
2005年
- 幼なじみな彼女（イージーオー）

音楽制作
主題歌『Clear Line』（作詞・作曲）ボーカル：結月そら
- 不倫家族〜誤利用は計画的に〜（U・Me SOFT）

### 同人ソフト・音楽
2007年
- 藤ノ宮あすか120%（Blue Devil）音楽制作

2006年
- 藤ノ宮あすかのXX（Blue Devil）音楽制作

2005年
- ラフスケッチ She sing...（ふぁんな）音楽制作

2004年
- エスエフ おねえさん☆てぃ〜ち...（ふぁんな）音楽制作